# 德瓦拉哈特
德瓦拉哈特（Dwarahat），是印度北阿坎德邦Almora县的一个城镇。总人口2543（2001年）。

## 人口
该地2001年总人口2543人，其中男性1347人，女性1196人；0—6岁人口258人，其中男138人，女120人；识字率81.95%，其中男性为85.82%，女性为77.59%。